# ण
Cette page contient des caractères spéciaux ou non latins. S’ils s’affichent mal (▯, ?, etc.), consultez la page d’aide Unicode.
ण, appelé nna et transcrit ṇ, est une consonne de l’alphasyllabaire devanagari.

## Représentations informatiques
Ses Unicode sont :
| formes | représentations | chaînes de caractères | points de code | descriptions                                     |
| ------ | --------------- | --------------------- | -------------- | ------------------------------------------------ |
| pleine | ण               | ण                     | U+0923         | lettre devanagari nna                            |
| morte  | ण्               | ण◌्                    | U+0923 U+094D  | lettre devanagari nna, symbole devanagari virama |